# Villouxel
Villouxel település Franciaországban, Vosges megyében. Lakosainak száma 86 fő (2022. január 1.). Villouxel Liffol-le-Grand és Pargny-sous-Mureau községekkel határos.

## Népesség
A település népessége az elmúlt években az alábbi módon változott:
| Lakosok száma | 81   | 78   | 82   | 82   | 84   | 86   | 87   | 89   | 86   |
|               | 2013 | 2015 | 2016 | 2017 | 2018 | 2019 | 2020 | 2021 | 2022 |